# Jezioro Kórnickie
Jezioro Kórnickie – jezioro rynnowe na Równinie Wrzesińskiej o ubogiej linii brzegowej.

## Charakterystyka
Od wschodu i południa otoczona zabudowaniami Kórnika i Bnina. Zachodni brzeg porasta las, będący lasem doświadczalnym Instytutu Dendrologii Polskiej Akademii Nauk. Pomiędzy Jeziorem Kórnickim a Jeziorem Skrzyneckim Dużym zbudowany został próg celem spiętrzenia wody w okresie letnim oraz przeprawą kajakową (małe łódki - przeprawa dosyć głęboka). 

## Turystyka i rekreacja
Na jeziorze poruszają się dwa statki spacerowe: Anna Maria i Biała Dama (tylko w sezonie). Jezioro Kórnickie posiada kąpielisko ogólnodostępne, strzeżone przez OSiR. Ze względu na spływające tu wody gruntowe i opadowe sprzyjające rozwojowi glonów i liczne gospodarstwa wiejskie odprowadzające ścieki prosto do jeziora, jego woda mieści się w III klasie czystości i nie zachęca do kąpieli. Niemniej jednak badania przeprowadzone przez Państwowy Powiatowy Inspektorat Sanitarny na podstawie badań dopuszcza jezioro jako miejsce kąpieli.
W 2021 oddano do użytku kładkę łączącą dwa brzegi jeziora: z centrum Kórnika na plażę.

## Przyroda
Las Zwierzyniecki, nad brzegiem jeziora, był jeszcze w latach 50. XX wieku ostatnim w Wielkopolsce stanowiskiem ślimaka - wstężyka austriackiego, który miał tu północno-zachodnią granicę występowania. Wcześniej wymarł w okolicach Puszczykowa.